# Früherkennung von Krankheiten
Bei der Früherkennung von Krankheiten sollen Krankheiten, die bisher noch nicht festgestellt und auch noch nicht in irgendeiner Form – durch Schmerzen oder Beschwerden, durch Abweichungen vom normalen Zustand – in Erscheinung getreten sind, in einem möglichst frühen Stadium erkannt werden. Die Methode dazu ist eine medizinische Untersuchung – sie wird auch Vorsorgeuntersuchung genannt. Maßnahmen zur Früherkennung weisen gegenüber der medizinischen Vorsorge den grundsätzlichen Unterschied auf, dass sie rein diagnostischer Natur sind und daher nicht auf die Änderung des festgestellten Körper-, Geistes- oder Seelenzustandes des Betroffenen gerichtet sind.

## Abgrenzung zum Begriff der Vorsorge
Unter Vorsorge (auch Primärprävention genannt) versteht man Maßnahmen, die geeignet sind, das Auftreten von Krankheiten zu verhindern (z. B. Impfung, Hygiene, Unfallverhütung, Aufgabe des Rauchens, mehr körperliche Aktivität, gesunde Ernährung). Ein klassisches Fachgebiet der Medizin, welches sich fast ausschließlich mit Vorsorge und Vermeiden von Erkrankungen befasst, ist die Arbeitsmedizin.
Medizinische Früherkennungsmaßnahmen werden (insbesondere in der Schweiz) als „Vorsorgeuntersuchung“ bezeichnet. In Deutschland wird dies oft missverstanden, da der Eindruck entstehen kann, die regelmäßige Teilnahme an einer Untersuchung allein verhindere das Auftreten einer Krebserkrankung (Black et al. 1997). Die Vorsorgeuntersuchung dient jedoch dazu, Erkrankungen möglichst in einem Frühstadium erkennen zu können, bevor sie sich ausbreiten und dann z. Bsp. zu nicht mehr heilbarem Krebs führen, und zudem meist einfacher zu behandeln sind. Als Beispiel sei die „Krebsvorsorge“ genannt, die der Diagnose möglichst im Frühstadium dient, wodurch eine bessere Behandlung ermöglicht wird. Bei der Darmkrebs-Vorsorgeuntersuchung wird mittels Koloskopie (Darmspiegelung) der Darm auf gutartige Polypen untersucht. Nach der Untersuchung werden gegebenenfalls Polypen entfernt, die sonst in den folgenden Jahren maligne entarten und zu Darmkrebs werden könnten (Adenom-Karzinom-Sequenz). Umgangssprachlich wird auch die Entfernung der Polypen der Vorsorgeuntersuchung zugeordnet – was zum einen insofern unzutreffend ist, als es keine reine Untersuchung ist, sondern ein medizinischer Eingriff; zum anderen dient der Eingriff jedoch auch der weiteren Vorsorge (um zu verhindern, dass sich aus Polypen später Karzinome bilden).

## Geschichte
Der Wunsch nach besseren, erfolgreicheren Behandlungsmethoden im Mittelalter führte dazu, Kenntnisse über die Entstehung von Krankheiten zu gewinnen. Entsprechende Untersuchungen wurden (und werden) auf vielen Gebieten durchgeführt. Die medizinischen Grundlagenwissenschaften erlebten einen immensen Aufschwung, und die Entdeckungen auf diesem Gebiet wurden entsprechend geehrt, wie an der großen Anzahl von Genetikern in der Liste der Nobelpreisträger für Physiologie oder Medizin erkennbar ist. Begriffe wie Epidemiologie, medizinische Biochemie, medizinische Statistik mögen als weitere Stichworte dienen.

## Heutige Möglichkeiten
Mit diesem besseren Verständnis der Krankheiten war es nicht mehr nötig, auf den Ausbruch der Erkrankung zu warten. So lassen sich heute mittels Verfahren der Pränataldiagnostik schon während der Schwangerschaft einige Erkrankungen beim Ungeborenen feststellen. Ob ein im Mutterleib wachsendes Kind einer Patientin mit Phenylketonurie ebenfalls diese Erkrankung haben wird und sich die werdende Mutter deshalb noch genauer an ihren Diätplan (strikte Begrenzung der Eiweißaufnahme) halten muss, kann z. B. durch eine Amniozentese herausgefunden werden.
Insbesondere beim Einführen einer Untersuchung als Reihenuntersuchung sind jedoch alle Vor- und Nachteile der Methode sowie Möglichkeiten und Grenzen der Behandelbarkeit einer Erkrankung gründlich gegeneinander abzuwägen.
Im Bundesrat wurde am 1. März 2013 das Krebsfrüherkennungs- und -registergesetz abschließend beraten. Alle Daten über das Auftreten, die Behandlung und den Verlauf von Krebserkrankungen sollen zukünftig flächendeckend in klinischen Krebsregistern erfasst, ausgewertet und an die Leistungserbringer zurückgemeldet werden. Ziel ist es, die Behandlung der Patienten qualitativ zu verbessern. Durch die Neuregelung wird auch die Krebsfrüherkennung ausgebaut. Bürger sollen nach dem Vorbild des organisierten Mammographie-Screenings künftig auch gezielt zur Darmkrebs- und Gebärmutterhalskrebsfrüherkennung eingeladen werden. Außerdem werden Qualitätssicherung und Erfolgskontrolle der Krebsfrüherkennungsprogramme ausgebaut.

## Bewertung
Ärztliche Untersuchungen zeichnen sich durch eine sehr unterschiedliche Invasivität aus. Prinzipiell muss bei allen ärztlichen Eingriffen das Verhältnis zwischen Nutzen und Gefahren gemeinsam mit dem Patienten abgewogen werden. Das Messen des Blutdruckes zur Früherkennung einer arteriellen Hypertonie ist ein Beispiel für eine risikofreie Untersuchung. Demgegenüber liegt das Fehlgeburtsrisiko bei der Durchführung einer späten Amniozentese bei bis zu 2 % und bei einer Chorionzottenbiopsie bei bis zu 5 %.
Dass Früherkennung durch erfolgreichere Therapien Leben verlängert und Lebensqualität steigert, klingt einleuchtend, ist aber nur für wenige Früherkennungsprogramme empirisch zweifelsfrei nachgewiesen. Der Rückgang der krankheitsbezogenen Sterberate genügt nicht als Beweis für den Nutzen, da durch Diagnostik und Therapie andere Todesursachen begünstigt werden können. Oft lässt sich zeigen, dass Menschen, die regelmäßig an einem Früherkennungsprogramm teilnehmen, älter werden als der Rest der Bevölkerung; das könnte aber auch daran liegen, dass diese Menschen allgemein gesundheitsbewusster leben (Confounding). Der Nutzen von Früherkennungsuntersuchungen wird gerade in der deutschen Öffentlichkeit deutlich überschätzt. Mögliche Ursachen sind die Verwendung des Vorsorgebegriffs (siehe oben), die Präsentation relativer statt absoluter Risikoreduktionen sowie die Verwendung irreführender statistischer Größen wie der 5-Jahres-Überlebensrate: Früherkennung wirkt sich positiv auf diesen Parameter aus, selbst wenn die Patienten trotz früherer Behandlung nicht länger leben, da das Intervall zwischen Diagnose und Tod verlängert wird, oft über fünf Jahre hinaus (Vorlaufzeit-Bias). Eine weitere statistische Verzerrung ist der Überdiagnose-Bias: Krankheiten können nur dann in einer Früherkennungsuntersuchung diagnostiziert werden, wenn die Krankheit bereits ausgebrochen ist, aber noch keine Beschwerden bereitet, die zu einer Abklärung beim Arzt führen würden. Bei aggressiven Krankheitsausprägungen kann dieses Zeitfenster so kurz sein, dass es vollständig in das Intervall zwischen zwei Früherkennungsuntersuchungen fällt. Früherkannte Fälle haben also schon deshalb einen Überlebensvorteil, weil aggressive Verläufe in ihrer Gruppe unterrepräsentiert sind.
Bei der Klassifikation von Befunden in normal und krankhaft kommt es aufgrund zufälliger Streuung in der Bevölkerung zu unvermeidlichen Fehlern. Die Wahrscheinlichkeit, mit der ein Kranker als krank klassifiziert wird, heißt Sensitivität. Die Wahrscheinlichkeit, mit der ein Gesunder als gesund klassifiziert wird, heißt Spezifität. Je nach Festlegung der Grenze zwischen positivem und negativem Befund lässt sich eine der beiden Größen auf Kosten der anderen steigern. Früherkennungsuntersuchungen werden auf eine größtenteils gesunde Bevölkerung angewandt. Daraus ergibt sich das Problem, dass selbst bei Tests, die zugleich hoch sensitiv und hoch spezifisch sind, viele der positiv Getesteten aus der Gruppe der Gesunden stammen. Der positive Vorhersagewert, also die Wahrscheinlichkeit, mit der ein positiv Getesteter tatsächlich krank ist, ist entsprechend gering. Zu einer Fehldiagnose führt dies normalerweise nicht, da vor einer Therapie weitere Diagnostik (z. B. eine Biopsie) zur Bestätigung durchgeführt wird. Die Angst, krank zu sein, und die teilweise invasive Bestätigungsdiagnostik hätte der Patient aber ohne Früherkennungsuntersuchung nicht erdulden müssen. Selbst wenn die Diagnose korrekt gestellt und eine erfolgreiche Therapie durchgeführt wird, kann das zum Nachteil des Patienten sein. Bei der Früherkennung werden nämlich teilweise „Kranke“ entdeckt, die auch unbehandelt aus einem anderen Grund verstorben wären und womöglich nie relevante Beschwerden gehabt hätten. Dieses als Überdiagnose bezeichnete Phänomen ist beispielsweise beim Prostatakrebs relevant.
In einer Patientenumfrage der AOK bejahten 52 Prozent der Brustkrebsvorsorge-Teilnehmer und 75 Prozent der Darmkrebs-Koloskopie-Krebsvorsorge-Teilnehmer, dass sie über den Nutzen von Früherkennungen aufgeklärt wurden. Hinsichtlich der Nachteile lag die Quote hingegen nur zwischen 25 Prozent (Gebärmutterhalskrebs) und 47 Prozent (Brustkrebs). Bei den Frauen informierten sich 51 Prozent über das Internet, nur 40 beim Hausarzt. Bei den Männern gingen 47 Prozent ins Internet, 50 Prozent zum Hausarzt. Als Resümee wird gezogen, dass der Nutzen von Früherkennungsuntersuchungen in der Ärzteschaft überschätzt wird. Zum Teil sei die Evidenz zum Nutzen der Vorsorge „sehr dünn“, und oft ergäben sich aus falsch-positiven Befunden für Patienten „Schleifen, in denen sie unnötig behandelt werden“, abgesehen von der psychischen Belastung.

## Empfohlene Untersuchungen
In Deutschland sind Untersuchungen zur Früherkennung von Krankheiten in § 25 und § 26 Fünftes Buch Sozialgesetzbuch verankert. Den Umfang beschreiben die Gesundheitsuntersuchungs-Richtlinien und gesondert zurFrhüerkennung von Krebserkrankungen (Krebsfrüherkennungs-Richtlinie) des Gemeinsamen Bundesausschusses.
Danach hat jeder gesetzlich Krankenversicherte ab 35 Jahren das Recht, sich auf Kosten der Krankenkasse alle drei Jahre „auf Herz und Nieren“ prüfen zu lassen. Eine halboffizielle Bezeichnung ist Gesundheits-Check-up. Dazu gehören neben einer Anamnese die Ganzkörperuntersuchung (körperliche Untersuchung) durch den Arzt, eine Blutdruckmessung, eine Untersuchung des Blutzucker- und Cholesterinspiegels und eine Urinuntersuchung. Dabei werden auffällige Befunde der weiteren diagnostischen Abklärung zugeführt.
Für Frauen ab dem 20. Lebensjahr und für Männer ab dem 45. ist jährlich eine Untersuchung zur Krebsfrüherkennung möglich, die von den gesetzlichen Krankenkassen finanziert wird.
Nach § 11 Arbeitsschutzgesetz haben alle Arbeitgeber ihren Beschäftigten regelmäßige arbeitsmedizinische Vorsorgeuntersuchungen zu ermöglichen, die sich an der Beurteilung der Arbeitsbedingungen orientieren müssen. Die Kosten dieser Untersuchungen trägt der Arbeitgeber. Neben der Früherkennung von Krankheiten sollen diese Untersuchungen vor allem dazu dienen, Gesundheitsgefahren bei der Arbeit zu erkennen und zu beheben.

## Einzelne Krankheiten und Untersuchungen
Die folgende Liste gibt einen (unvollständigen) Überblick über Erkrankungen und mögliche Untersuchungen zur Früherkennung. Sie ist keine Empfehlung für durchzuführende Untersuchungen. Bezüglich genereller Vor- und Nachteile von Früherkennungsuntersuchungen siehe oben. Spezielle Vor- und Nachteile werden im jeweiligen Artikel diskutiert.
- Kinder
  - Neugeborenenscreening
  - Vorsorgeuntersuchung U1 bis J2
  - Kindergartenuntersuchung
  - Schuluntersuchung
  - Stoffwechselstörungen
  - Wachstumsstörungen
  - Zahnmedizin
    - Früherkennungsuntersuchung FU
    - Gruppenprophylaxe
    - Individualprophylaxe
- Erwachsene
  - Schwangerschaftsvorsorge – Mutter-Kind-Pass (Österreich), Mutterpass (Deutschland)
    - Amniozentese
    - Phenylketonurie

  - Augenheilkunde
    - Glaukom-Screening

  - Hals-Nasen-Ohren-Heilkunde
    - Hörschwellen-Audiogramm
    - Unbehaglichkeitsschwellen-Audiogramm

  - Allgemeinmedizin
    - arterielle Hypertonie
    - Lipidstoffwechselstörung
      - Cholesterin
      - Triglyceride

    - Schlafapnoe

  - Arbeitsmedizin
    - Arbeitsmedizinische Vorsorgeuntersuchungen

  - Krebsfrüherkennung
    - Hautkrebs-Screening
    - Mammographie (Brustkrebs)
    - Pap-Test (Zervixkarzinom)
    - Gastroskopie (Magenkarzinom)
    - Koloskopie (Kolorektales Karzinom)
    - Haemoccult (Kolorektales Karzinom)
    - Prostataspezifisches Antigen (Prostatakrebs)
    - PCA3 (Prostatakrebs)
    - Carcinoembryonales Antigen

  - Zahnmedizin
    - Vorsorgeuntersuchung (Zahnmedizin)
    - Prophylaxe (Zahnmedizin)
    - Individualprophylaxe